# Candela López Tagliafico
Candela López Tagliafico (Lomas de Zamora, 29 de maig de 1985) és una política catalana d'origen argentí, militant d'Iniciativa per Catalunya Verds (ICV). El 2015 va ser elegida alcaldessa de Castelldefels convertint-se en la primera dona al capdavant d'aquest consistori i la persona més jove que ha assumit el càrrec.

## Biografia
Viu a Castelldefels des dels tres anys, quan es va instal·lar amb la seva família el 1989. És diplomada en Gestió i Administració Pública, Llicenciada en Ciències del Treball per la Universitat de Barcelona (UB) i especialitzada en l'àmbit de les Polítiques Públiques i Socials.
En els últims anys ha treballat, de manera intermitent, en l'àmbit privat com a directora de projectes en una empresa d'importacions, coordinant presentacions de productes en fires nacionals i internacionals i com a responsable d'organització en l'àmbit dels recursos humans.
Sempre li ha agradat implicar-se en el teixit associatiu de la ciutat, des de ben jove en els espais educatius i també els vinculats a l'àmbit de la solidaritat.

## Trajectòria política
Des dels 20 anys forma part de moviments associatius i de participació. Defensa una Catalunya dins d'una Espanya federal.
Entre 2007 i 2011 va ser regidora de Joventut en un govern tripartit compost pel PSC, ICV-EUiA i CiU i regidora a l'oposició durant el mandat de Manuel Reyes (PP) de 2011 a 2015.
En les eleccions municipals de maig de 2015 va encapçalar Movem Castelldefels, una llista d'unitat popular gestada en dos anys en la que hi participen ICV, EUiA, Moviment d'Esquerres, Equo i Entesa al costat de persones implicades en la ciutat a través d'associacions i de moviments socials i d'altres a títol individual.
El 13 de juny de 2015 fou escollida alcaldessa amb 15 vots a favor, amb el suport dels quatre regidors de la seva formació, Movem Castelldefels, a més dels grups municipals del PSC (4 regidors), ERC (3), Castelldefels Sí Pot (2) i CiU (2), superant els 8 vots obtinguts pel popular Manuel Reyes. López es repartí l'alcaldia amb la candidata del PSC, María Miranda, que fou alcaldessa durant els dos últims anys del mandat.
López és coordinadora d'ICV al Baix Llobregat, membre de la direcció nacional d'ICV, i Coordinadora de Catalunya en Comú des de 2019.